# اريك هيكس
اريك هيكس (بالإنجليزية: Eric Hicks)‏ (27 نوفمبر 1983 بغرينزبورو في الولايات المتحدة - ) هو لاعب كرة سلة أمريكي في مركز هجوم صغير الجسم. لعب مع النادي الإفريقي (فريق كرة سلة).

## وصلات خارجية
- اريك هيكس على موقع الدوري الأوروبي لكرة السلة (الإنجليزية)
- اريك هيكس على موقع كرة السلة الأوروبية.كوم (الإنجليزية)
- اريك هيكس على موقع كلية كرة السلة في سبورتس رفرنس.كوم (الإنجليزية)
- اريك هيكس على موقع ريلجم (الإنجليزية)
- اريك هيكس على موقع بروبوليرز (الإنجليزية)
- اريك هيكس على موقع سبورتس رفرنس (الإنجليزية)